# Район на Голям Лос Анджелис
Районът на Голям Лос Анджелис или само Голям Лос Анджелис (на английски: Greater Los Angeles Area или Greater Los Angeles) е метрополен регион в Южна Калифорния, САЩ.
Това е вторият по население метрополен регион след този на Ню Йорк с общо 19 940 274 жители (към 2024 г.) и площ от 12 562 km² (4850 мили²).